# Fagaredssjön
Fagaredssjön är en sjö i Falkenbergs kommun i Halland och ingår i Ätrans huvudavrinningsområde. Sjön är 8 meter djup, har en yta på 0,031 kvadratkilometer. 